# Драган Токовић
Драгољуб (Драган) Токовић (Драмче, 22. март 1932 — Београд, 9. јун 2002) био је певач и композитор забавне музике, џез певач европских клубова, најпознатији као аутор песме Лела Врањанка.

## Биографија
Драган Токовић (крштено име: Драгољуб) је рођен у Македонији, у месту Драмче, 22. марта 1932. године у породици свештеника Спасоја Токовића.
Драган је имао старијег брата, Бранислава, млађу сестру Љиљану и млађег брата Миодрага. Породица се пред Други светски рат преселила у село Коњух. Током рата, Драган је изгубио оца, а након рата, породица се преселила у Крушевац.
У петнаестој години је добио хармонику, а са седамнаест година се запослио у музичкој редакцији Радио Крушевца. Исте године је компоновао песму „Ја прошетах крај Мораве“ која је постала део народне баштине.
Умро је у Београду, 9. јуна 2002. године.

## Фестивали
Београдско пролеће:
- Прича о изгубљеној љубави, прва награда, '63
- Меланхолични сутон, '64
- Циганин и виолина, '70

Хит парада:
- Ала ми је, па ми је (дует са Бобом Стефановићем), '78
- Крај Дунава колиба, '79

## Најпознатије песме
- Београде, велеграде (Драгиша Секулић)
- Волим да те волим (Радослав Родић Роки)
- Дај ми чашу ракије (Славко Перовић)
- Дунаве, моје море (Предраг Цуне Гојковић и Драган Токовић)
- Збогом, моја љубави (Миодраг Миле Богдановић)
- Зоки, Зоруле (Александар Аца Трандафиловић)
- Ја прошетах крај Мораве (Раде Петровић)
- Јесен стигла, жито злати (Предраг Цуне Гојковић и Драган Токовић)
- Командире мој (Зоран Гајић)
- Лела Врањанка (Станиша Стошић)
- Лети, лети бијели голубе (Лепа Лукић)
- Месечина, месечина (Драган Живковић Тозовац)
- Нема те више, Алија (Хашим Кучук Хоки)
- Ој Сафете Сајо, Сарајлијо (Нада Мамула и Сафет Исовић)
- Плови лађа, плови лађа (Зоран Гајић)
- Растао сам поред Дунава (Зоран Гајић)
- С оне стране Дунава (Сава Лудајић)
- Сањ'о сам те (Станиша Стошић)
- Твоја сам (Лепа Лукић)
- Три пролећа, три јесени (Василија Радојчић)
- У Новом Саду, еј (Зоран Гајић)
- Фатима (Нада Кнежевић)
- Циганин и виолина (Драган Токовић / Раде Вучковић)
- Шта је било, било је (Драган Токовић)